# Irene (cantante)
Bae Joo-hyun (en hangul, 배주현; en hanja, 裴柱現; romanización revisada, Bae Ju-hyeon; McCune-Reischauer, Pae Chuhyŏn; Daegu, 29 de marzo de 1991), conocida artísticamente como Irene (hangul: 아이린), es una cantante, rapera, actriz y presentadora surcoreana. Se la conoce popularmente por ser integrante de Red Velvet, un grupo musical que debutó en agosto de 2014 por SM Entertainment. En 2016, inició su carrera como actriz en el drama Descendants of the Sun. En ese mismo año, protagonizó la serie Women at a Game Company. Debutó en solitario con el EP Like a Flower el 26 de noviembre de 2024.

## Biografía

### 1991-2014: Primeros años e inicios en su carrera musical
Irene nació el 29 de marzo de 1991 en Daegu, Corea del Sur. Su familia está compuesta por sus padres y una hermana menor. Asistió a Haknam High School en su ciudad natal. Se unió a SM Entertainment en 2009 y entrenó durante cinco años.
En diciembre de 2013, Irene fue presentada como miembro de SM Rookies, junto a Lami, una antigua integrante del proyecto, y Jaehyun, quien pertenece al grupo NCT. Meses antes, apareció en el vídeo musical de la canción «1-4-3» de Henry, excompañero de agencia. Se publicaron varios clips de Irene en YouTube, siendo uno de ellos de Irene, junto a Seulgi bailando «Be Natural», una canción interpretada originalmente por S.E.S.
El 1 de agosto de 2014, Irene hizo su debut como miembro de Red Velvet, convirtiéndose en la líder del grupo. El 25 de agosto, Irene, junto a EXO, se convirtieron en los modelos de Ivy Club. En noviembre, apareció en el videoclip de «At Gwanghwamun» de Kyuhyun.

### 2015-presente: Actividades en solitario
Desde mayo de 2015 hasta junio de 2016, Irene fue presentadora de Music Bank con el actor Park Bo-gum. Ambos ganaron atención por su química, así como por sus habilidades para cantar y ser presentadores. La prensa los calificó como una de las mejores parejas en la historia del programa. En julio de 2016, Irene hizo su debut como actriz en el drama Women at a Game Company, donde interpretó a Ah-reum. El 14 de octubre, se convirtió en presentadora del desfile de modas de OnStyle, Laundry Day. En el mismo mes, se convirtió en panelista del programa Trick & True de KBS con Wendy. En el mismo año, se convirtió en patrocinadora de la marca de café Maxwell House. En 2017, se convirtió en la patrocinadora oficial del programa Hyundai Auto Advantage.
El 26 de febrero de 2018, Irene fue seleccionada para ser el modelo de la marca de lentes de contacto Cooper Vision. El 3 de mayo, se convirtió en modelo de la famosa marca de vitaminas Lemona Vitamin C y recibió el título de «vitamina humana».  El 9 de agosto, fue anunciada como la nueva modelo exclusiva de Eider para otoño/invierno de 2018 y primavera/verano de 2019. En diciembre, se anunció que la cantante se convertiría en la nuevo modelo de la marca HiteJinro Chamisul Soju. En febrero de 2019, Irene fue anunciada como la nueva musa de la marca italiana de joyas de lujo Damiani, convirtiéndose en la primera asiática en representar a la marca como musa. En julio, SM Entertainment anunció que Irene colaboraría con el DJ y productor surcoreano Raiden en la canción «The Only», que se lanzó el 2 de agosto.
El 20 de abril de 2020, SM confirmó que Irene y Seulgi, formarían la primera subunidad de Red Velvet llamada Irene & Seulgi. El 21 de julio, se anunció que la cantante protagonizará la película Double Patty, junto al actor Shin Seung-ho. La película se estrenó a finales del mismo año.
El 26 de noviembre de 2024, debutó en solitario con el EP Like a Flower, que contenía el sencillo principal del mismo nombre.

## Controversia
El 22 de octubre de 2020, una editora, Kang Kook-hwa, que trabajó con Irene en una sesión de fotos, publicó en su Instagram cómo Irene abusó de su poder como «celebridad», intimidando a la estilista. Kang afirma haber grabado toda su conversación y amenazó con publicarla, pero no lo hizo después de recibir una disculpa de Irene y el personal de SM al día siguiente. El tema de la ira de Irene provocó noticias de la noche a la mañana e Irene publicó una carta de disculpa en su Instagram, indicando cuánto lamentaba su mal comportamiento y rudeza hacia la estilista. Muchos otros editores y estilistas comenzaron a publicar en línea sobre su buena experiencia con ella, desmintiendo rumores falsos que dañaban su imagen innecesariamente, a causa de la polémica. Esto llevó a la cancelación de la presentación de Red Velvet en K-Culture Festival. Tiempo después, la empresa anunció que tomaría medidas legales a rumores maliciosos a sus ídolos.

## Discografía

### EP
| Título        | Detalles | Posicionamiento en listas | Ventas         | Certificaciones |
| Título        | Detalles | COR                       | Ventas         | Certificaciones |
| ------------- | --- | ------------------------- | -------------- | --------------- |
| Like a Flower | - Lanzamiento: 26 de noviembre de 2024 - Discográfica: SM Entertainment - Formatos: CD, descarga digital, streaming | 4                         | - KOR: 164 802 | - KMCA: Platino |

### Sencillos
| Título                                                                                           | Año                    | Mejores posiciones     | Ventas                 | Álbum                            |
| Título                                                                                           | Año                    | COR                    | Ventas                 | Álbum                            |
| Como artista principal                                                                           | Como artista principal | Como artista principal | Como artista principal | Como artista principal           |
| ------------------------------------------------------------------------------------------------ | ---------------------- | ---------------------- | ---------------------- | -------------------------------- |
| «Like a Flower»                                                                                  | 2024                   | 109                    | N/A                    | Like a Flower                    |
| Colaboraciones                                                                                   |                        |                        |                        |                                  |
| «The Only» (Raiden ft. Irene)                                                                    | 2019                   | —                      | N/A                    | Sin álbum                        |
| «The Cure» (con Kangta, BoA, U-Know, Leeteuk, Taeyeon, Onew, Suho, Karina, Taeyong, Mark, y Kun) | 2022                   | —                      | N/A                    | 2022 Winter SM Town: SMCU Palace |
| Bandas sonoras                                                                                   |                        |                        |                        |                                  |
| «A White Night» (흰 밤)                                                                          | 2021                   | —                      | N/A                    | Double Patty OST                 |
| «–» indica que el lanzamiento no se posicionó en la lista o no fue lanzado en ese territorio.    |                        |                        |                        |                                  |

### Otras canciones en listas
| Título                  | Año  | Posicionamiento en listas | Álbum         |
| Título                  | Año  | KOR Down.                 | Álbum         |
| ----------------------- | ---- | ------------------------- | ------------- |
| «Summer Rain»           | 2024 | 72                        | Like a Flower |
| «Calling Me Back»       | 2024 | 90                        | Like a Flower |
| «Strawberry Silhouette» | 2024 | 89                        | Like a Flower |
| «Start Line»            | 2024 | 73                        | Like a Flower |
| «Winter Wish»           | 2024 | 67                        | Like a Flower |
| «Ka-Ching»              | 2024 | 76                        | Like a Flower |
| «I Feel Pretty»         | 2024 | 93                        | Like a Flower |

## Filmografía

### Películas
| Título            | Año  | Papel       | Nota(s)               |
| ----------------- | ---- | ----------- | --------------------- |
| SMTown: The Stage | 2015 | Ella misma  | Documental de SM Town |
| Trolls World Tour | 2020 | Baby Bun    | Voz                   |
| Double Patty      | 2020 | Lee Hyun-ji | Papel principal       |

### Dramas
| Título                  | Año  | Cadena        | Papel      | Nota(s)            |
| ----------------------- | ---- | ------------- | ---------- | ------------------ |
| Descendientes del sol   | 2016 | KBS2          | Ella misma | Cameo, episodio 16 |
| Women at a Game Company | 2016 | Naver TV Cast | Areum      | Papel principal    |

### Programas de televisión
| Título          | Año     | Cadena   | Nota(s)                      |
| --------------- | ------- | -------- | ---------------------------- |
| Hello Counselor | 2014    | KBS 2TV  | Invitada                     |
| Music Bank      | 2015-16 | KBS2     | Presentadora con Park Bo-gum |
| Trick & True    | 2016    | KBS      | Panelista                    |
| Hello Counselor | 2016    | KBS 2TV  | Invitada                     |
| Laundry Day     | 2016-17 | OnStyle  | Presentadora                 |
| Hello Counselor | 2018    | KBS 2TV  | Invitada                     |
| Pajama Friends  | 2018    | Lifetime | Invitada                     |

### Aparición en vídeos musicales
| Año  | Canción              | Artista |
| ---- | -------------------- | ------- |
| 2013 | «1-4-3 (I Love You)» | Henry   |
| 2014 | «At Gwanghwamun»     | Kyuhyun |

## Premios y nominaciones
| Premio                                               | Año  | Categoría                                | Trabajo nominado | Resultado | Ref(s). |
| ---------------------------------------------------- | ---- | ---------------------------------------- | ---------------- | --------- | ------- |
| KBS Entertainment Awards                             | 2015 | Best Newcomer (Variety)                  | Music Bank       | Nominada  |         |
| Reconocimientos                                      |      |                                          |                  |           |         |
| TC Candler: The 28th Annual Independent Critics List | 2017 | World's 100 Most Beautiful Faces of 2017 | Ella misma       | 55th      | [ 37 ]  |
| TC Candler: The 29th Annual Independent Critics List | 2018 | World's 100 Most Beautiful Faces of 2018 | Ella misma       | 41st      | [ 38 ]  |
| TC Candler: The 30th Annual Independent Critics List | 2019 | World's 100 Most Beautiful Faces of 2019 | Ella misma       | 51st      | [ 39 ]  |
| TC Candler: The 31th Annual Independent Critics List | 2020 | World's 100 Most Beautiful Faces of 2020 | Ella misma       | Nominada  | [ 40 ]  |